# Adenocarpus telonensis
Adenocarpus telonensis är en ärtväxtart som först beskrevs av Jean Loiseleur-Deslongchamps, och fick sitt nu gällande namn av Dc. Adenocarpus telonensis ingår i släktet Adenocarpus och familjen ärtväxter. Inga underarter finns listade i Catalogue of Life.